# Arroyo del Aiguá
Der Arroyo del Aiguá, benannt nach der Stadt Aiguá, ist ein kleiner Flusslauf im Osten Uruguays.
Der 80 km lange Fluss entspringt in der Sierra de Carapé.  Auf seinem Verlauf bis zur Mündung in den Río Cebollatí bildet er zunächst die Grenze zwischen den Departamentos Maldonado und Lavalleja und anschließend zwischen Letzterem und Rocha. Er gehört zum Einzugsgebiet der Laguna Merín.